# Плюшеголовый вьюрок
Плюшеголовый вьюрок (лат. Catamblyrhynchus diadema) — вид воробьиных птиц из семейства танагровых, единственный в одноимённом роде (Catamblyrhynchus). Выделяют 3 подвида.

## Описание
Длина около 14 см. Самцы и самки выглядят одинаково, но первые несколько крупнее.

## Питание
В состав рациона входят мелкие насекомые, ягоды, растительный материал. Кормятся обычно мелкими группами, входящими в стайки птиц разных видов. Часто ищут насекомых в бамбуковых стеблях, при кормлении нередко висят вниз головой.

## Ареал и места обитания
Широко распространены в Южной Америке: Аргентина, Боливия, Колумбия, Эквадор, Перу, Венесуэла. Обитают во влажных горных лесах на высоте от 1800 до 3500 м.
МСОП присвоил виду охранный статус «Вызывающие наименьшие опасения» (LC).